# Fondation Pierre-Bergé - Yves-Saint-Laurent
La fondation Pierre-Bergé - Yves-Saint-Laurent constitue le prolongement de l'histoire de la maison Yves Saint Laurent, dont l'activité haute couture a pris fin le 31 octobre 2002.

## Préambule
En 1962, Yves Saint Laurent et Pierre Bergé ouvrent leur maison de haute couture au 30 bis, rue Spontini à Paris, puis l'installlent, en 1974, au 5, avenue Marceau, dans un hôtel particulier de style Second Empire. En 2002, le couturier déclare mettre fin à sa carrière.

## La fondation
La fondation transforme ces souvenirs en projets. Après d'importants travaux de réhabilitation où les ateliers vont disparaitre, la fondation Pierre-Bergé - Yves-Saint-Laurent ouvre ses portes en 2004 avec l'exposition Yves Saint Laurent, dialogue avec l'Art.
Elle a été reconnue d'utilité publique par un décret du 5 décembre 2002. Initialement nommée « fondation Yves-Saint-Laurent - Pierre-Bergé », elle prend son nom actuel (par permutation des noms) en 2005.
Son vice-président est le paysagiste américain Madison Cox jusqu'au décès de Pierre Bergé en 2017, date à laquelle il devient président.
En 2017, après la mort de Pierre Bergé, l'hôtel particulier de l'avenue Marceau est transformé en musée d'État. Par ailleurs, tous les étages deviennent désormais des espaces muséaux. La décoration d'un étage a été réalisée par Jacques Grange. La conservatrice est Aurélie Samuel.

### Édification de musées
Deux musées sont édifiés pour exposer, en collection permanente, le fond de la fondation Pierre-Bergé - Yves-Saint-Laurent, l’un à Marrakech et l’autre à Paris avenue Marceau, au siège historique de la maison de couture. L’ouverture des deux musées est en octobre 2017,,.

## Expositions
- 10 mars - 31 octobre 2004 : Yves Saint Laurent, Dialogue avec l'art.
- 24 novembre 2004 - 24 juillet 2005 : Robert Wilson, Les Fables de La Fontaine.
- 5 octobre 2005 - 23 avril 2006 : Yves Saint Laurent, Smoking Forever.
- 18 mai - 28 juillet 2006 : André Ostier, Photographies.
- 4 octobre 2006 - 15 avril 2007 : Yves Saint Laurent, Voyages extraordinaires.
- 16 mai - 29 juillet 2007 : Yves Saint Laurent, Nan Kemper, Une Américaine à Paris.
- 4 octobre 2007 - 27 janvier 2008 : Yves Saint Laurent, Théâtre, Cinéma, Music-Hall, Ballet.
- 14 mars - 31 août 2008 : Une passion marocaine, Caftans, broderies, bijoux.
- 2 octobre 2008 - 1er février 2009 : David Seidner, Photographies.
- 18 mars - 23 août 2009 : Le costume populaire russe.
- 2 octobre 2009 - 3 janvier 2010 : Jean-Michel Frank, Un décorateur dans le Paris des années 1930.
- 10 février - 9 mai 2010 : Les Derniers Maharajas.
- 23 juin - 19 septembre 2010 : Vanité. Mort, que me veux-tu ?.
- 20 octobre 2010 - 30 janvier 2011 : David Hockney : Fleurs fraîches.
- 5 mars - 17 juillet 2011 : SAINT LAURENT rive gauche. Le décor est inspiré de la boutique Saint Laurent rive gauche de la rue de Tournon.
- 14 octobre 2011 - 29 janvier 2012 : Gisèle Freund. L’Œil frontière, Paris 1933-1940.
- 7 mars - 15 juillet 2012 : Kabuki, Costumes du théâtre japonais.
- 11 octobre 2012 - 27 janvier 2013 : Du côté de chez Jacques-Émile Blanche. Un salon à la Belle Époque.
- 14 mars - 21 juillet 2013 : Art sacré du Tibet. Collection Alain Bordier.
- 10 octobre 2013 - 26 janvier 2014 : Hiroshi Sugimoto, Accelerated Buddha.
- 21 mars - 20 juillet 2014 : Femmes berbères du Maroc.
- 18 septembre 2014 - 11 janvier 2015 : Hedi Slimane, Sonic.
- 19 mars - 19 juillet 2015 : Yves Saint Laurent 1971, la collection du scandale[9]. Yves Saint Laurent présente la collection dite « Quarante » en janvier 1971.
- 15 octobre 2015 - 14 février 2016 : Jacques Doucet - Yves Saint Laurent, Vivre pour l'art.

## Polémiques
En décembre 2020, Le Canard enchaîné révèle que le ministère de l’Intérieur a diligenté l’inspection générale de l’administration pour contrôler la fondation. Le ministère s’intéresse en effet aux bénéfices réalisés par la fondation au travers de ses filiales marocaines. Des interrogations se tournent également vers le président de la fondation, Madison Cox, qui « serait rémunéré en tant que paysagiste et percevrait un pourcentage sur le chiffre d’affaires des activités marocaines d’un montant d'un million d’euros par an » alors que la gestion d’une fondation d’utilité publique doit relever d’une gestion désintéressée. Alain Minc, administrateur de la fondation s’est ému de « l’opacité » de la gestion de la fondation et a quitté ses fonctions.